# 華聯國際
華聯國際多媒體股份有限公司（英語：Hualien Media International Co., Ltd.）是一家總部設在台灣台北，全球性發展的影視整合公司。主要股東為大魯閣纖維集團（2017年7月更名為「大魯閣實業」）、秀泰影城、國賓影城，結合電影、電視製作發行、藝人經營及影城通路，為台灣首家影視整合公司。
「華聯國際」近年來積極佈局並優化公司體質，除強化原有國內外電影的發行業務外，在未來電影的投資製作業務方面，由今年第四季開始，預計每年至少投資製作出2~ 3部各類型優質電影作品（包括備受期待的《我的少女時代2》），以大中華地區為主要目標市場，期待繼《我的少女時代》後再創台灣電影另一高峰；另外在連續劇（網劇）的開發製作也會是未來公司重點發展的業務之一，公司將積極開發優質戲劇IP，並製作出貼近大陸市場的戲劇作品，期待在電影院線外，也在網絡平台服務更廣大的收視觀眾。

## 簡介
2012年1月13日，大魯閣興業股份有限公司成立。2014年，大魯閣興業更名為華聯國際多媒體股份有限公司。成立初期，負責管理、投資顧問業務。
2015年發行賀歲片《大喜臨門》票房新台幣2.5億元，於台灣影史票房排名第13名；同年暑假首部投資製作發行國片《我的少女時代》，總票房新台幣4.1億元，於台灣影史票房排名第5名。
2016年5月，前立法委員謝國樑接任華聯國際董事長及英文中國郵報董事長。

## 電影發行
| 年份 | 片名                                                           | 導演                   | 主演                                                                                     | 備註                                                                                           |
| 2014 | 《字畫情緣》 （Words and Pictures）                            | 佛瑞德薛比西           | 克萊夫歐文、茱麗葉畢諾許、薇拉莉田、布魯斯大衛森                                         |                                                                                                |
| 2014 | 《別相信任何人》 （Before I Go to Sleep）                      | 羅文約菲               | 妮可基嫚、柯林佛斯、馬克史壯、安瑪莉達芙                                                 |                                                                                                |
| 2014 | 《寒蟬效應》 （Sex Appeal）                                    | 王維明                 | 徐若瑄、郭采潔、賈靜雯、周幼婷、戴立忍、黃遠                                             |                                                                                                |
| 2014 | 《告密者》 （Kill the Messenger）                              | 麥可奎斯塔             | 傑瑞米雷納、羅絲瑪麗德薇特、雷利奧塔、提姆布萊克尼爾森                                   |                                                                                                |
| 2014 | 《怒火特攻隊》 （Fury）                                        | 大衛艾亞               | 布萊德彼特、西亞李畢福、羅根勒曼、強柏恩瑟、麥可潘納、傑森艾薩克、史考特伊斯威特         |                                                                                                |
| 2014 | 《阿呆與阿瓜:賤招拆招》 （Dumb and Dumber To）                 | 巴伯法拉利、彼得法拉利 | 金凱瑞、傑夫丹尼爾、羅伯里戈爾                                                           |                                                                                                |
| 2015 | 《撒嬌女人最好命》 （Women Who Flirt）                         | 彭浩翔                 | 周迅、黃曉明                                                                             |                                                                                                |
| 2015 | 《大囍臨門》 （The Wonderful Wedding）                         | 黃朝亮                 | 豬哥亮、林心如 、李東學、寇世勳、林美秀                                                  | 票房2.5億，於台灣電影票房國片史上票房排名第13名                                                |
| 2015 | 《靈病》 （It Follows）                                        | 大衛勞勃米契爾         | 瑪嘉夢露、凱爾吉克瑞斯特、丹尼爾佐瓦托、奧莉維亞露卡迪                                   |                                                                                                |
| 2015 | 《沙西米》 （Sashimi）                                         | 潘志遠                 | 李康生、波多野結衣、紀培慧、拓也哥、周孝安、蘇達、浩角翔起                               |                                                                                                |
| 2015 | 《滿月酒》 （Baby Steps）                                      | 鄭伯昱                 | 歸亞蕾、鄭伯昱、Michael Adam Hamilton、李沛旭、莫愛芳、王滿嬌                            |                                                                                                |
| 2015 | 《缺角一族》 （The Missing Piece）                             | 江豐宏                 | 陳嘉樺、林柏宏、蔡振南、林美照、應蔚民                                                   |                                                                                                |
| 2015 | 《人型海象》 （TUSK）                                          | 凱文史密斯             | 賈斯汀隆、麥可帕克斯、珍妮西斯羅德里格茲、哈利喬奧斯蒙                                   |                                                                                                |
| 2015 | 《我的少女時代》 （Our Times）                                 | 陳玉珊                 | 宋芸樺、王大陸、李玉璽、簡廷芮                                                           | 華聯國際首部投資製作發行的電影 10天票房破億，總票房4.08億，於台灣電影票房國片史上票房排名第5名 |
| 2015 | 《落跑吧愛情》 （All You Need Is Love）                        | 任賢齊、羅安得         | 任賢齊、舒淇、狄龍、九孔、李國毅、王彩樺、馬念先                                         |                                                                                                |
| 2015 | 《逐夢大道》 （Selma）                                         | 阿娃杜威內             | 大衛奧伊羅、歐普拉溫芙蕾、湯姆威金森、卡門艾喬格、提姆羅斯                               |                                                                                                |
| 2015 | 《夢想海洋》 （Dream Ocean）                                   | 王威翔                 |                                                                                          | 紀錄片                                                                                         |
| 2015 | 《暴力年代》 （ A Most Violent Year）                          | J·C·陳多爾             | 奧斯卡伊薩克、潔西卡雀絲坦、大衛歐洛沃、亞力山卓尼瓦拉                                   |                                                                                                |
| 2015 | 《無處可逃》 （No Escape）                                     | 約翰艾瑞克道鐸         | 歐文威爾森、皮爾斯布洛斯南、雷克貝爾                                                     |                                                                                                |
| 2015 | 《有任務的旅行》 （One journey, one mission）                  | 林正盛                 |                                                                                          | 紀錄片                                                                                         |
| 2015 | 《愛情失控點》 （Irrational Man）                              | 伍迪艾倫               | 奧瓦昆菲尼克斯、艾瑪史東                                                                 |                                                                                                |
| 2015 | 《33：重生奇蹟》 （The 33）                                    | 派翠西亞·里根          | 安東尼奧·班德拉斯、羅德林哥·桑特羅、茱麗葉·畢諾許                                        | 智利生存劇情片，改編自2010年科皮亞波礦難                                                       |
| 2015 | 《一個勺子》 （A FOOL）                                        | 陳建斌                 | 陳建斌、蔣勤勤、王學兵                                                                   | 獲獎： 第51屆金馬獎最佳男主角：陳建斌 第51屆金馬獎最佳新導演：陳建斌                           |
| 2016 | 《三城記》 （A Tale of Three Cities）                          | 張婉婷                 | 劉青雲、湯唯、金燕玲、秦海路、井柏然                                                     |                                                                                                |
| 2016 | 《神廚》 （Rookie Chef）                                       | 馮凱                   | 王柏傑、任容萱、布魯斯、陳博正、蔡昌憲、袁艾菲                                           |                                                                                                |
| 2016 | 《五星級魚干女》 （Welcome To The Happy Days）                 | 林孝謙                 | 柯佳嬿、周厚安、呂雪鳳、陳淑芳、蔡明修                                                   | 2015年關島國際影展勇奪最佳影片首獎 (Best of Festival)                                          |
| 2016 | 《傻瓜向錢衝》 （Two Idiots）                                  | 黃銘正                 | 陳秉立、謝炘昊、吳可熙、張珮瑩、應蔚民、郎祖筠、徐亨、翁馨儀、賈孝國                     |                                                                                                |
| 2016 | 《六弄咖啡館》 （At Cafe 6）                                   | 吳子雲                 | 董子健、顏卓靈、林柏宏、歐陽妮妮、宋伊人                                                 | 改編自臺灣知名作家藤井樹小說《六弄咖啡館》。為藤井樹執導的電影處女作。                         |
| 2016 | 《銷售奇姬》 （Ace Of Sales）                                  | 卓立                   | 白歆惠、納豆、林美秀、那維勳、黃健瑋                                                     |                                                                                                |
| 2016 | 《終極舞班》 （Battle Of Hip Hopera）                          | 羅頌其                 | 翁滋蔓、Casper、邱昊奇、高藝、邦邦、伊正、郎祖筠、黃書維、許凱皓、尤漢翔、王映婷、黃宇琳 |                                                                                                |
| 2016 | 《櫥窗人生》 （Betelnut Girls）                                | 薛賢堅                 | 曾珮瑜、許騰介、王丁筑、洪都拉斯、陳為民、吳佳珊                                         |                                                                                                |
| 2017 | 《大釣哥》                                                     | 黃朝亮                 | 豬哥亮、藍正龍、謝沛恩、楊貴媚、吳克群、黃仲崑、吳朋奉、林玟誼                           |                                                                                                |
| 2017 | 《亂世傷痕 - 末代總督的秘密》 （Viceroy's House）              | Gurinder Chadha        |                                                                                          |                                                                                                |
| 2018 | 《記憶中的美好歌聲》 （A Melody to Remember）                  | 李翰                   | 任時完、高雅星、李熙俊                                                                   |                                                                                                |
| 2018 | 《革命青春二部曲》 （Anarchist From The Colony）               | 李濬益                 | 李帝勳 、 崔文慶                                                                         |                                                                                                |
| 2018 | 《野蠻公主玩婚記》 （The Princess and the Matchmaker）         | 洪昌杓                 | 沈恩敬、李昇基、姜敏赫、崔宇植、崔珉豪                                                   |                                                                                                |
| 2018 | 《燃燒烈愛》 （Burning）                                       | 李滄東                 | 劉亞仁、史蒂文元、全鍾淑                                                                 |                                                                                                |
| 2018 | 《震撼真相》 （Shock and Awe）                                 | 羅勃雷納               | 詹姆斯馬斯登、伍迪哈里遜、湯米李瓊斯、羅勃雷納                                           |                                                                                                |
| 2018 | 《揭密風暴》 （Whistle Blower）                                | 林順禮                 | 朴海日、柳演錫                                                                           |                                                                                                |
| 2018 | 《愛與青春的印記》                                             |                        |                                                                                          |                                                                                                |
| 2018 | 《極智對決》 （The Negotiation）                               | 李鍾奭                 | 孫藝真、玄彬                                                                             |                                                                                                |
| 2018 | 《有五個姊姊的我就註定要單身了啊！》 (How to Train Our Dragon) | 蘇文聖                 | 蔡凡熙、劉奕兒                                                                           |                                                                                                |

## 曾經旗下藝人
| 男演員 | 男演員 | 男演員 |
| ------ | ------ | ------ |
| 徐謀俊 | 林思杰 | 涂百鋒 |
| 施名帥 |        |        |
| 女演員 |        |        |
| 任媛媛 | 白歆惠 |        |

## 報業
- 中國郵報社股份有限公司（英文中國郵報）